# Валтер Бааде
Вилхелм Хайнрих Валтер Бааде (на немски: Wilhelm Heinrich Walter Baade) е германски астроном, работил в САЩ от 1931 до 1959 г.

## Биография
Бааде е син на учител. Завършва училище през 1912 г., след което учи математика, физика и астрономия в Мюнстерския университет и в Гьотингенския университет. През 1919 г. защитава докторска дисертация и започва работа в Хамбургската обсерватория, където остава до 1931 г. Именно там през 1920 г. той открива 944 Идалго – първата от клас малки планети, които днес се наричат Кентаври, преминаващи през орбитите на гигантски планети.
В периода 1931 – 1958 г. работи в обсерваторията Маунт Уилсън. Там, по време на Втората световна война, той се възползва от затъмнените градове, за да наблюдава звездите в центъра на галактиката Андромеда. Наблюденията му го подтикват да започне да различава различни „популации“ звезди (Популация I и Популация II). Той открива, че съществуват два вида Цефеиди. Използвайки откритието си, той преизчислява размера на познатата Вселена, удвоявайки предишното число, изведено от Едуин Хъбъл през 1929 г. Той обявява това си откритие пред удивена публика през 1952 г. в рамките на среща на Международния астрономически съюз в Рим.
Заедно с Фриц Цвики, той идентифицира свръхновите като нова категория астрономически обекти. Двамата, също така, докладват съществуването на неутронни звезди и изказват предположение, че е възможно те да се образуват от свръхнови.
След 1952 г., той и Рудолф Минковски идентифицират оптичните двойници на различни радиоизточници, сред които Лебед А. Той открива общо 10 астероида. През 1958 г. се завръща в Германия и работи в Гьотингенския университет.
Умира на 25 юни 1960 г. в Гьотинген. В негова чест са кръстени астероид, лунна долина и лунен кратер.